# FC Kallon
Der Football Club Kallon, häufig auch Kallon FC (ehemals Sierra Fisheries FC), ist ein Fußballverein aus Freetown, der Hauptstadt von Sierra Leone. Der Verein wurde im Jahr 2000 vom ehemaligen Nationalspieler Mohamed Kallon durch Übernahme des Vereins Sierra Fisheries gegründet. Kallon ist seit 2022 auch Trainer des Clubs.
Der Verein war einer von neun, die 2016 unabhängig von der wegen Korruption in die Schlagzeilen geratenen Sierra Leone Football Association eine eigene Liga gründeten. Diese wurde nach nur neun Spielen eingestellt.

## Erfolge
- Sierra-leonischer Meister:  1982, 1986, 1987 (jeweils als Sierra Fisheries), 2006
- Sierra-leonischer Pokalsieger: 2006[3]

## Frauenabteilung
Die Frauenmannschaft FC Kallon Female spielt in der Sierra Leone Women’s Premier League, der höchsten Spielklasse des Landes.